# Bart Rouwenhorst
Bart Rouwenhorst (Apeldoorn, 30 december 1970) is een Nederlands kunstschilder, consultant en organisator van het Bredase festival de Roodharigendag. 

## Biografie
Rouwenhorst is geboren in Apeldoorn en brengt daar zijn jeugd door. Later studeert hij werktuigbouwkunde in Enschede, waar hij in 1995 afstudeert tot Ir. Na deze studie begint hij aan een promotietraject in de logistiek, maar dit maakt hij niet af. Al tijdens zijn studie blijkt zijn interesse in de beeldende kunst, hij wint samen met Ronald Popma een prijsvraag van Universiteit Twente met een inzending van een "Duurzaamheidsmeter". Na lessen van Bert de Wilde, een Enschedese kunstenaar, legt hij zich toe op modelschilderen.
Sinds 1995 werkt Rouwenhorst aan een omvangrijk oeuvre van model en portretschilderijen. Vele honderden modellen vereeuwigt hij in de vorm van tekeningen en schilderijen. Schilderijen worden soms in opdracht gemaakt. De meeste, maar niet alle schilderijen staan op de website van Rouwenhorst. Naast de opdrachten maakt Bart ook schilderijen voor exposities. Kenmerkend voor de schilderijen van Rouwenhorst is het persoonlijke verhaal wat achter de afbeelding schuilt. Daarnaast is het steeds sterker wordende realisme opvallend. Jaarlijks exposeert Rouwenhorst zijn recente werk in de Grote Kerk in Breda, in het eerste weekend van september.

## Festival Roodharigendag

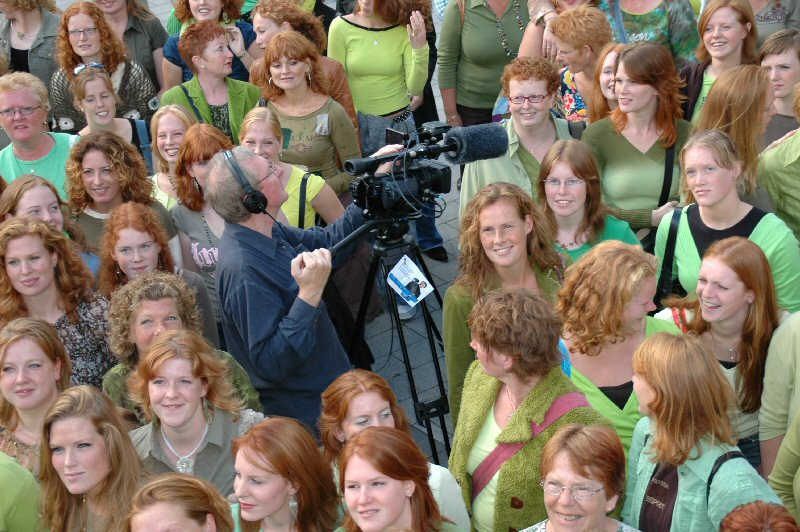
Festival Roodharigendag

Sinds zijn eerste solo-expositie in 2005 in Asten schildert Rouwenhorst veelal modellen met rood haar van nature. Zijn motivatie is meervoudig, maar het belangrijkste is dat roodharige vrouwen volgens hem vaak een "pure" uitstraling hebben. Op 24 september 2005 was er een bijeenkomst ter ere van de eerste Roodharigenexpositie. Dat was de eerste Roodharigendag. Foto's van deze bijeenkomst sierden de voorpagina's van de landelijke kranten. Op 2 september 2007 was er een vervolg op deze eerste Roodharigenbijeenkomst, deze keer in zijn woonplaats Breda. Op 7 september 2008 was de derde roodharigendag met zo'n 2000 natuurlijk roodharige bezoekers uit 15 landen en exposities met werken van tientallen kunstenaars. In september 2010 kon het evenement al zo'n 10.000 deelnemers verwelkomen uit 30 landen.

## Toekomst
Sinds 2000 woont en werkt hij in een pand in de binnenstad van Breda. De roodharigendagen die hij samen met een team organiseert zijn jaarlijks. Tot nu toe zijn de bezoekersaantallen ieder jaar meer dan verdubbeld. De laatste jaren is het evenement in Breda, maar de toekomstige locatie is nog onbekend.